# Men in Black (X-Files)
Pour les articles homonymes, voir Men in Black.
 (décembre 2011).
Si vous disposez d'ouvrages ou d'articles de référence ou si vous connaissez des sites web de qualité traitant du thème abordé ici, merci de compléter l'article en donnant les références utiles à sa vérifiabilité et en les liant à la section « Notes et références ».
Les « Men in Black » sont des hommes qui travaillent pour le syndicat dans la série X-Files : Aux frontières du réel. Ils cachent l’existence des extra-terrestres, se chargent des assassinats et d'autres opérations secrètes.

## LesMen in Black
- Monsieur X, interprété par Steven Williams travaille pour l'homme à la cigarette mais sert également d'informateur à Fox Mulder durant les saisons 2 et 3 de la série.
- Crew Cut Man (l'homme aux cheveux en brosse), interprété par Lindsey Ginter, apparaît dans les épisodes Les Hybrides, où il exécute Gorge profonde, et Le Musée rouge, où il est tué.
- Luis Cardinal, interprété par Lenny Britos, est un mercenaire originaire d'Amérique centrale. Il fait équipe brièvement avec Alex Krycek et tue par erreur Melissa Scully. Il tire également sur Walter Skinner mais celui-ci survit à sa blessure. Il est arrêté et retrouvé pendu dans sa cellule.
- Red-Haired Man (l'homme aux cheveux roux), interprété par Stephen McHattie, tue plusieurs scientifiques japonais dans l'épisode Monstres d'utilité publique et essaie de tuer Mulder. Il est éliminé par Mr. X.
- Gray-Haired Man (l'homme aux cheveux gris), interprété par Morris Panych, apparaît pour la première fois dans l'épisode L'Épave. Au début de la saison 4, il assassine Mr. X sur ordre du Syndicat et apparait dans deux autres épisodes de la saison.
- Scott Garrett, interprété par Greg Michaels, apparait dans le double épisode Tempus fugit. Il sabote les efforts d'identification entrepris par Mulder et Scully, et tue l'agent Pendrell avant d'être enlevé par les extraterrestres.
- Scott Ostlehoff, interprété par Steve Makaj, apparaît dans le dernier épisode de la saison 4 et le premier de la saison 5. Il est chargé de surveiller Mulder et est tué par lui.
- Quiet Willy, interprété par Willy Ross, est chargé par le Syndicat d'exécuter l'homme à la cigarette au début de la saison 5 mais la tentative échoue. Il enlève ensuite Cassandra Spender avant d'être tué par les rebelles extraterrestres dans l'épisode Patient X.
- Black-Haired Man (l'homme aux cheveux noirs), interprété par Michael Shamus Wiles, apparait dans le dernier épisode de la saison 5, puis dans le long métrage tiré de la série, et enfin dans l'épisode En ami de la saison 7, dans lequel il est tué par l'homme à la cigarette qui, au dernier moment, l'a empêché de tuer Dana Scully.

## Origine
Les mythes des hommes en noir parlent d'étranges hommes qui portent des vêtements noirs remontent à plusieurs siècles dans de nombreuses cultures[réf. nécessaire]. La légende des Men in Black remonte aux années 1950.

## Apparitions
- Gorge profonde (1x02)
- Les Hybrides (1x24)

- Insomnies (2x04)
- Duane Barry, partie 2/2 (2x06)
- Coma (2x08)
- Le Musée rouge (2x10)
- Mystère vaudou (2x15)
- La Colonie, partie 2/2 (2x17)
- Ombre mortelle (2x23)

- Le Chemin de la bénédiction (3x01)
- Opération presse-papiers (3x02)
- Monstre d'utilité publique, partie 1/2 (3x09)
- Monstre d'utilité publique, partie 2/2 (3x10)
- L'Épave, partie 1/2 (3x15)
- L'Épave, partie 2/2 (3x16)
- Le Seigneur du magma (3x20)
- La Visite (3x21)
- Anagramme (3x24)

- Tout ne doit pas mourir (4x01)
- Journal de mort (4x14)
- Tempus fugit (4x17 et 4x18)
- Nid d'abeilles (4x21)
- Le Baiser de Judas (4x24)

- Le Complot (5x01)
- La Voie de la vérité (5x02)
- Les Bandits solitaires (5x03)
- Patient X, partie 1/2 (5x13)
- Patient X, partie 2/2 (5x14)
- La Fin (5x20)

- The X-Files, le film

- En ami (7x15)

- La vérité est ici (9x19)